# 설루 척후대
설루 척후대(Selous Scouts)는 로디지아군의 특수부대 연대다. 1973년 편성되어 로디지아가 멸망하고 짐바브웨가 수립되는 1980년 해체되었다. 이름은 영국인 탐험가 프레더릭 설루에게서 유래했다.
흑인과 백인의 혼성부대였으며, 짐바브웨 독립전쟁 당시 독립군을 토벌하는 대분란전에 종사했다. 1976년까지 다른 로디지아군이 다 합쳐 400명의 게릴라를 사살한 데 비해 설루 척후대는 혼자서 1,300명 이상의 게릴라를 사살했다. 부대 해체 이후 부대원들은 남쪽으로 도망가 남아프리카 방위군에 합류했다. 이들은 대부분 제5수색특공대에 배치되었다.

## 같이 보기
- 제32대대 (남아프리카 공화국)